# Vladimír Štefuca
Vladimír Štefuca (26. října 1940, Rachov – 18. ledna 2025) byl slovenský dabér, recitátor, herec a rozhlasový, dabingový a televizní režisér.

## Životopis
Narodil se v Rachově (Podkarpatská Rus, v té době obsazena horthyovským Maďarskem), kde se narodila i jeho matka Anna. Od roku 1942 do 1946 žili v Maďarsku ve městě Eger, kde otec Michal působil jako tlumočník na místním velitelství Sovětské armády. V létě roku 1946 se přestěhovali na Slovensko do Galanty (Galanta), kde v září 1947 začal navštěvovat národní školu. V roce 1949 se přestěhovali do Bratislavy, kde žije až dodnes.
Maturoval na JSS na Vazovovej ulici v roce 1958. Ve stejném roce ho přijali na přírodovědeckou fakultu UK obor biologie - chemie. Od roku 1956 účinkoval v rozhlase, což později ovlivnilo celý jeho další profesionální život.
Ještě v roce 1956 na JSS na ul Rudé armády, dnes Grosslingova, poznal svou manželku Tatianu, se kterou se oženil 25. srpna 1962. Mají spolu dva syny: Vladimír Štefuca, 4. 2.1963 a Alexander Štefuca 7. 7.1968. Manželce Tatianě vděčil za obrovskou zásluhu na svých pracovních úspěších. Byla mu nejen nápomocná při práci (jako výborná slovenčinárka a angličtinárka a velmi moudrý, vzdělaný a kulturní člověk), ale navíc se úspěšně snažila vytvářet velmi dobré rodinné zázemí.

### Divadlo poezie a VŠMU
V roce 1960 začal spolupracovat s bratislavským Divadlem poezie jako recitátor, kde setrval až do roku 1963. V těch letech několikrát účinkoval v nedělních chvilkách poezie v Čs. televizi. Z divadla poezie v roce 1963 odešel. Po přijetí na VŠMU začal studovat obor Divadelní herectví. Studium pro neshody s ročníkovým pedagogem Karlem L. Zacharem musel opustit. Za největší přínos z tohoto studia pro pozdější práci považoval hodiny skvělého herce a pedagoga jevištní řeči profesora Viléma Záborského.

### Československý rozhlas
V květnu roku 1965 ho přijali do Československého rozhlasu v Bratislavě na místo zástupce vedoucího režisérského střediska v Hlavní redakci publicistiky a dokumentaristiky, které vedl od roku 1968. Dlouhá léta také účinkoval ve více publicistických relacích, zejména ve vysílání pro motoristy Pozor, zatáčka!

### Československá televize
V roce 1965 začal jako režisér a autor spolupracovat s mládežnickou a dokumentaristickou redakcí Čs. televize v Bratislavě (Den tisku, Africký zeměpis - Dahomé). Zároveň se začala jeho dlouholetá spíkerská spolupráce s filmovou redakcí v televizi, kde nahrál možná až stovky komentářů k dokumentárním, zejména přírodovědným filmem.

### Základní vojenská služba
V říjnu roku 1966 po několika odkladech nastoupil na vojenskou základní službu do ženijních technického učiliště. Přidělili mě do útvarové klubu. Hlavní náplní jeho činnosti, kromě organizování a přípravy vojáků na ASUTIME (armádní soutěž umělecké tvořivosti), bylo natočit film o ženijních vojsku Československé armády do Síně bojových tradic. V ŽTU ho zastihla i okupace Československa v srpnu 1968. Tehdy na znak protestu vstoupil do "Dubčekovy komunistické strany", což takto prezentoval iv tisku, a co se mu později krutě vymstilo.

### Návrat do Rozhlasu
V září 1968 po absolvování vojenské základní služby nastoupil do rozhlasu na své původní místo. Po určitém čase se začal proces normalizace a začali se i v rozhlase čistky, které neutratili ani jeho - "dubčekovca". Nejprve ho připravili funkce vedoucího režiséra, pak vyloučili ze strany, zakázaly účinkování na mikrofon a nakonec se vyjádřil šéfredaktor Viktor Daniel, že pro něj v rozhlase není místo. Na přání šéfredaktora Viktora Daniela v květnu 1975 odešel z rozhlasu a zůstal ve svobodném povolání. Naštěstí zákazy na jeho působení v médiích se nevztahovala na televizi a pracovní vztahy s lidmi v televizi zůstaly nezměněny. Navíc se tehdejší ředitel slovenské televize Miloš Marko vyjádřil, že nemá námitky proti jeho spolupráci s televizí, a tak mohl kontinuálně pracovat dál. Asi po dvou letech tichého distance v rozhlase se i tam poměry uvolnily, a tak se mohl vrátit k rozhlasovému mikrofonu jako Spiker, čítač a recitátor.

### Hlas Vlada Štefuca
Hlas Vlada Štefucu byl v jistém období synonymem zahraničních dokumentárních a zejména přírodopisných filmů. Diváci dodnes vzpomínají na seriály, které natočil francouzský přírodovědec a dokumentarista Jacques-Yves Cousteau se svou slavnou lodí Calypso po všech mořích světa. Dále to bylo hodně dokumentů z různých vědních oborů a nemálo filmů historických a o umění. Příprava spočívala zejména z důkladného přečtení textu a vždy iz jeho jazykové korektury. Jeho úcta k jazyku byla pověstná. Nejednou se mnozí kolegové vyjádřili, že pokud jde o správný jazyk v médiích, nejlepší je Pán Bůh, pak pan Dionýz Hirko, a konečně, že je to Vlado Štefuca. D. Hirko pracoval v rozhlase jako jazykový redaktor a korigoval texty po redaktorů. Oblíbenost projevu Vláda Štefucu nebyla jen v samotném zabarvení hlasu, v mistrovské práci s intonací a dokonalé jazykové přípravě. Byla to i nesmírná láska k přírodě, kterou si Vlado Štefuca nosil hluboko v sobě a projevoval ji ke všem bytostem a živočichům.

### Dabing
Po skončení práce učitelky anglického jazyka v polovině devadesátých let se manželka Tatiana intenzivně věnovala překladem z angličtiny komentářů k dokumentárním filmům a dialogů k hraným filmům. Společně texty upravovali - pro dialogy a komentáře - a Vladimír se postupně věnoval stále více režii dokumentárních a hraných filmů. Tuto činnost pro stále horší poměry v produkčních firmách iv televizních společnostech oba ukončili asi v roce 2013.

### Herectví ve filmu
Přestože nešlo o významné úkoly a nebylo jich ani mnoho, i herecký talent Vladimíra Štefucu je zaznamenán ve více filmových dílech. Byly to například epizody:
Není jiné cesty - Československo, 1968, 104 min
Režie: Jozef Zachar
Film o Štúrovi a jeho souputníka - epizodní postava Štefan Marko Daxner.
Role Mikuláš Ferjenčík v několika dílech Roky prelomu, Československo, 1989, Režie Andrej Lettrich
Polohraný dokumentární film Salaš bez fujary spí, Československo, 1980, který i sám režíroval.

### Hrané filmy
- 1991 Safari za kuchyní (TV seriál)
- 1989 Roky přelomu (TV seriál)
- 1987 Až na dno - vypravěč
- 1968 Není jiné cesty
- 1965 Nylonový měsíc
- 1964 Sám voják v poli (TV film)

### Režijní filmografie
- Dokumentární filmy
- 1989 V vstříc městu
- 1985 Slunce za oblakem kouře
- 1980 Salaš bez fujary spí
- 1980 Svätoplukova říše